# Ксенонові фари
Ксенонові фари — це тип автомобільних фар, у яких використовується ксенонова лампа, наповнена ксеноновим газом. Вони забезпечують яскравіше світло порівняно з традиційними галогенними лампами, мають довший термін служби та менше споживають електроенергії.

## Історія
Перші експерименти з газорозрядними лампами для освітлення почалися ще у 1950-х роках. Однак для автомобільної промисловості ця технологія була представлена набагато пізніше.  
У 1991 році компанія BMW першою встановила ксенонові фари у модель BMW 7 Серії (E32), що стало важливим проривом у сфері автомобільного освітлення. Перші ксенонові лампи використовувалися тільки для ближнього світла, але згодом технологію вдосконалили, створивши бі-ксенонові системи, що працювали як для ближнього, так і для далекого світла.  
З початку 2000-х років ксенонові фари стали широко доступними навіть у середньому сегменті автомобілів, а в преміальному класі стали стандартним оснащенням. Однак у 2010-х роках вони почали поступово втрачати популярність через швидкий розвиток світлодіодних (LED) і лазерних фар, які мають кращу енергоефективність і довговічність.

## Принцип роботи
Ксенонові фари працюють за допомогою дугового розряду між двома електродами всередині герметичної колби, заповненої сумішшю ксенону та металевих солей. На відміну від галогенних ламп, які мають нитку розжарювання, ксенонові лампи створюють плазмову дугу, що випромінює інтенсивне світло.  
Для запуску ксенонової лампи потрібен спеціальний блок розпалу, який на початку подає імпульс напругою 20 000–30 000 В, після чого підтримує роботу лампи на стабільному рівні 85 В.

## Конструкція
Ксенонові фари складаються з таких основних компонентів:
- Ксенонова лампа — основне джерело світла, що працює за допомогою газорозрядної технології.
- Рефлектор або лінза — елемент оптичної системи, який фокусує світло.
- Світловий екран — у бі-ксенонових системах змінює режим між ближнім і дальнім світлом.
- Блок розпалу — електронний модуль, який генерує високу напругу для запуску лампи.
- Корпус фари — містить усі компоненти та забезпечує захист від пилу, вологи та механічних пошкоджень.[джерело?]

## Види ксенонових фар
Існує кілька різновидів ксенонових фар:
- Однорежимні ксенонові фари (HID) — використовуються лише для ближнього або далекого світла.
- Бі-ксенонові фари (Bi-Xenon) — оснащені шторкою, яка перемикає світло між ближнім і дальнім режимами.
- Адаптивні ксенонові фари (AFS) — змінюють напрямок світлового пучка залежно від повороту керма або швидкості руху[3].

## Вимоги до встановлення
Для коректної роботи ксенонових фар необхідно дотримуватись певних вимог:
- Обов’язкова наявність автоматичного коректора фар, який регулює напрямок світлового пучка.
- Використання лінзованої оптики, щоб уникнути засліплення зустрічного транспорту.
- Наявність омивача фар, який очищує лінзи від бруду та пилу[4].

## Альтернативи
Через недоліки ксенону виробники переходять на світлодіодні фари (LED) та лазерні фари, які мають кращу енергоефективність і довговічність.[джерело?]